# Małyniwka (rejon połohowski)
Małyniwka (ukr. Малинівка) – wieś na Ukrainie, w obwodzie zaporoskim, w rejonie połohowskim. W 2001 liczyła 884 mieszkańców. Na dzień 12 czerwca 2025 r. we wsi mieszkała 1 osoba.